# Corumbá
Corumbá est une ville brésilienne de l'ouest de l'État du Mato Grosso do Sul sur la rive gauche du Paraguay.

## Généralités
Avec la localité jumelle de Ladário, elle constitue une agglomération de 114 261 habitants.
La ville s'étend sur deux niveaux : près du port, dans la partie basse, se trouve le vieux casario, à la notable valeur architecturale ; dans la partie haute, la plus grande, la ville nouvelle a été bâtie selon un plan en échiquier. D'un point de vue urbanistique, elle n'a aucune ressemblance avec les vieilles villes brésiliennes, où prédomine le style colonial portugais romantique. Son architecture est basée sur le néoclassique italien, comme dans les vieilles banlieues de Buenos Aires, dans les villes de l'intérieur de l'Uruguay et de la majorité des villes gaúchas des campagnes. De ce fait, elle a les caractéristiques d'une ville du Bassin de la Plata. Ces dernières années, en raison d'une amélioration de la qualité de la vie, la population vieillit et le taux de natalité diminue.

## Géographie
Corumbá se situe par une latitude de 19° 00′ 32″ sud et par une longitude de 57° 39′ 10″ ouest, à une altitude de 118 mètres.
Sa population était de 96 343 habitants au recensement de 2007. La municipalité s'étend sur 64 961 km2.
Elle est le principal centre urbain de la microrégion du Baixo Pantanal, dans la mésorégion des Pantanais du Mato Grosso do Sul.

## Économie
Son économie se base principalement sur l'agriculture, l'élevage et le tourisme. Avec son port fluvial sur le Río Paraguay et sa connexion avec le réseau ferroviaire de l'est bolivien, c'est un centre commercial régional. Avec le pont « Rio Branco » inauguré en 1947, la liaison ferroviaire entre le Brésil et la Bolivie devenait possible par cet ouvrage de deux kilomètres de long.
Corumbá exporte des cuirs, de la viande, des minerais de fer (mine de Corumbá) et de manganèse. Elle possède diverses industries légères.
Elle fut fondée comme poste militaire en 1778, et devint stratégiquement importante avec l'ouverture du Río Paraguay au trafic international, après la guerre de la Triple Alliance (1865–1870).
Tout près, se situent les buttes de Morros de Urucum (ceb) (Brésil) et de Mutún (Bolivie) qui disposent de gigantesques dépôts de fer et de manganèse (El Mutún : 40 milliards de tonnes de fer et 10 milliards de tonnes de manganèse !).

## Port fluvial
Il est accessible à des convois poussés de 16 péniches de 1 500 tonnes chacune.

## Personnalités
- Diego (1995-), footballeur né à Corumbá.